# USS San Diego (LPD-22)
El USS San Diego (LPD-22) de la Armada de los Estados Unidos es un buque de asalto anfibio tipo LPD (landing platform dock) de la clase San Antonio. Fue colocada su quilla en 2012, botado en 2014 y asignado en 2016.

## Historia

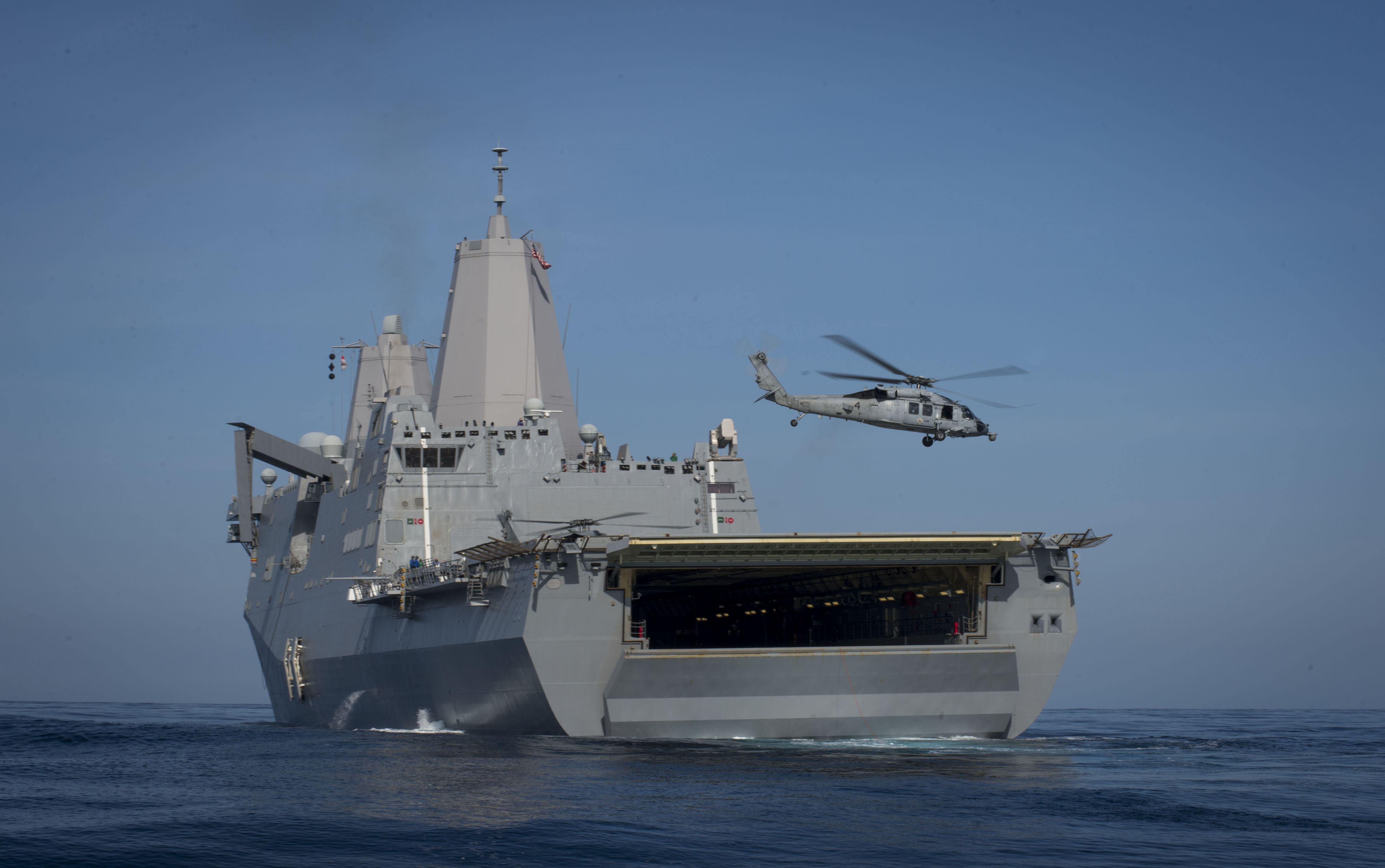
Un helicóptero MH-60S Sea Hawk despega del San Diego en el año 2014.

Construido por el Northrop Grumman Ship Systems Ingalls Shipbuilding en Pascagoula, Misisipi; fue puesto en gradas el 23 de mayo de 2007, botado el 7 de mayo de 2010 y asignado el 19 de mayo de 2012.